# Wahlbezirk Böhmen 122
Der Wahlbezirk Böhmen 122 war ein Wahlkreis für die Wahlen zum Abgeordnetenhaus im österreichischen Kronland Böhmen. Der Wahlbezirk wurde 1907 mit der Einführung der Reichsratswahlordnung geschaffen und bestand bis zum Zusammenbruch der Habsburgermonarchie.

## Geschichte
Nachdem der Reichsrat im Herbst 1906 das allgemeine, gleiche, geheime und direkte Männerwahlrecht beschlossen hatte, wurde mit 26. Jänner 1907 die große Wahlrechtsreform durch Sanktionierung von Kaiser Franz Joseph I. gültig. Mit der neuen Reichsratswahlordnung schuf man insgesamt 516 Wahlbezirke mit je einem zu wählenden Abgeordneten, die durch Direktwahl mit allfälliger Stichwahl bestimmt wurden. Der Wahlkreis Böhmen 122 umfasste die Gerichtsbezirke Mies, Weseritz, Tuschkau, Dobrzan und Staab sowie die Gemeinden Littitz (Gerichtsbezirk Pilsen) und Autschowa (Gerichtsbezirk Bischofteinitz). Ausgenommen waren jedoch die Städte Mies, Weseritz, Tuschkau, Dobrzan und Staab (alle Wahlbezirk 93). Aus der Reichsratswahl 1907 ging der Deutsche Agrarier Vinzenz Hofmann im ersten Wahlgang als Sieger hervor. Bei der Reichsratswahl 1911 wurde Hofmann von seinem Parteikollegen Hans Strziska abgelöst.

## Wahlergebnisse

### Reichsratswahl 1907
Die Reichsratswahl 1907 wurde am 14. Mai 1907 (erster Wahlgang) durchgeführt. Die Stichwahl entfiel auf Grund der absoluten Mehrheit von Vinzenz Hofmann im ersten Wahlgang.
| Kandidat                                                                      | Partei                             | Wahlkreis- stimmen | Stimmanteil |
| ----------------------------------------------------------------------------- | ---------------------------------- | ------------------ | ----------- |
| Vinzenz Hofmann                                                               | Deutsche Agrarpartei               | 6030               | 59,6 %      |
| Franz Mourek                                                                  | Sozialdemokratische Arbeiterpartei | 2316               | 22,9 %      |
| Wenzel Lomitschka                                                             | Freisozialist                      | 990                | 9,8 %       |
| Anton Menzl                                                                   | Alldeutsche Vereinigung            | 501                | 5,0 %       |
| Franz Josef Malý                                                              | Tschechischer Zählkandidat         | 214                | 2,1 %       |
|                                                                               | Sonstige Parteien                  | 61                 | 0,6 %       |
| Wahlberechtigte: 13.244, Ungültige/Leere Stimmen: 86, Wahlbeteiligung: 77,0 % |                                    |                    |             |

### Reichsratswahl 1911
Die Reichsratswahl 1911 wurde am 13. Juni 1911 sowie am 20. Juni 1911 (Stichwahl) durchgeführt.

#### Erster Wahlgang
| Kandidat                                                                       | Partei                             | Wahlkreis- stimmen | Stimmanteil |
| ------------------------------------------------------------------------------ | ---------------------------------- | ------------------ | ----------- |
| Hans Strziska                                                                  | Deutsche Agrarpartei               | 4575               | 46,7 %      |
| Dominik Leibl                                                                  | Sozialdemokratische Arbeiterpartei | 3430               | 35,0 %      |
| Karl Schott                                                                    | Christlichsoziale Partei           | 1729               | 17,7 %      |
|                                                                                | Sonstige Parteien                  | 55                 | 0,6 %       |
| Wahlberechtigte: 13.768, Ungültige/Leere Stimmen: 111, Wahlbeteiligung: 71,9 % |                                    |                    |             |

#### Stichwahl
| Kandidat                                                                      | Partei                             | Wahlkreis- stimmen | Stimmanteil |
| ----------------------------------------------------------------------------- | ---------------------------------- | ------------------ | ----------- |
| Hans Strziska                                                                 | Deutsche Agrarpartei               | 6037               | 64,3 %      |
| Dominik Leibl                                                                 | Sozialdemokratische Arbeiterpartei | 3357               | 35,7 %      |
| Wahlberechtigte: 13.768, Ungültige/Leere Stimmen: 87, Wahlbeteiligung: 68,9 % |                                    |                    |             |